# Vida en Marte

Cráter Gale: Probables huellas de la existencia de niveles de agua en el pasado

La posibilidad de vida en Marte es un tema que ha recibido un particular interés no solo de parte de la comunidad científica sino también por el público en general debido a su similitud y proximidad con la Tierra. Hasta la fecha aún no se ha podido encontrar evidencia definitiva que confirme la existencia presente o pasada de vida en Marte. Sin embargo, se posee evidencia acumulativa que favorece la posibilidad de que Marte, en un pasado, haya albergado agua  y que esta haya sido óptima para poder sostener vida. Sin embargo, la existencia de condiciones habitables no indica necesariamente la existencia de vida. Por ello, aunque el consenso general de la comunidad científica descarta la posibilidad de vida actual en Marte, persisten algunas dudas sobre si alguna vez existió vida en este planeta cuando su atmósfera era más densa y el agua existía en abundancia sobre su superficie.
Igualmente debido a la posibilidad de vida marciana, la exploración de Marte (así como la de otros cuerpos celestes) se realiza o planea realizar con la precaución de no provocar una contaminación interplanetaria con microorganismos de la Tierra.

## Especulaciones históricas

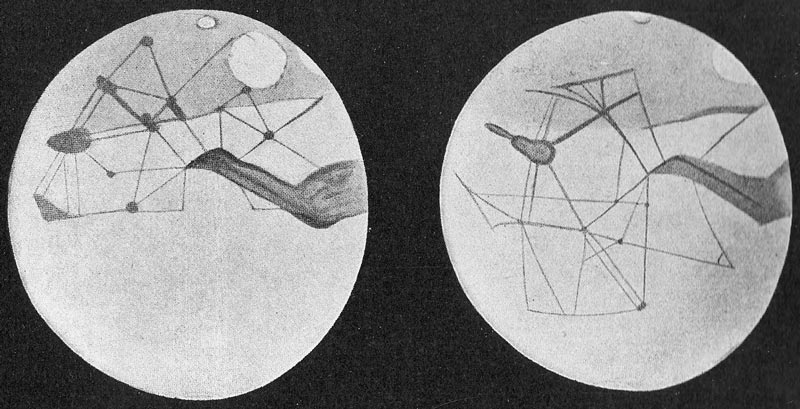
Canales de Marte, según el astrónomo P. Lowell, 1898.

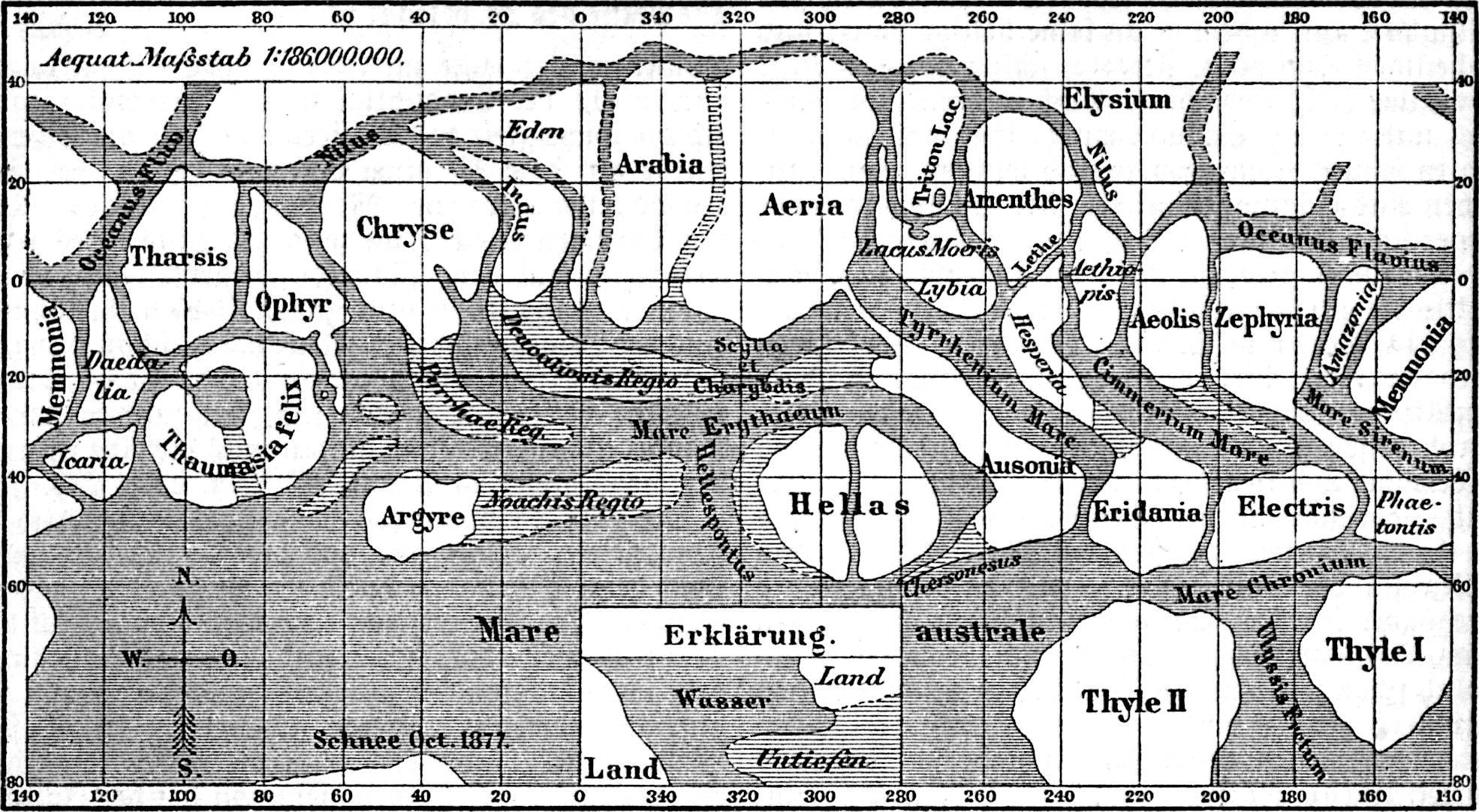
Mapa histórico de Marte realizado por Giovanni Schiaparelli, 1890.

En 1837 los astrónomos alemanes Beer y Mädler publicaron el primer mapamundi de Marte, con datos obtenidos de sus observaciones telescópicas, al que seguirían los del británico Dawes a partir de 1852. 
El año 1877 presentó una oposición muy cercana a la Tierra, y fue un año clave para los estudios de Marte. El astrónomo estadounidense A. Hall descubrió los satélites Fobos y Deimos, mientras el astrónomo italiano Giovanni Schiaparelli se dedicó a cartografiar cuidadosamente Marte; en efecto, hoy en día, se usa la nomenclatura inventada por él para los nombres de las regiones marcianas (Syrtis Major, Mare Tyrrhenum, Solis Lacus, etc.). Schiaparelli también creyó observar unas líneas finas en Marte, a las cuales bautizó como canali. El problema fue que esta palabra se tradujo mal al inglés como "canals", palabra que implica algo artificial e implicaba que estos canales habían sido construidos por civilizaciones marcianas para drenar agua de los casquetes polares y enviarla hacia las sedientas ciudades. Observaciones posteriores demostraron que los canales fueron una ilusión óptica. 
Hacia los años 1950, ya casi nadie creía en civilizaciones marcianas, pero muchos estaban convencidos de que, si había vida en Marte, sería en forma de musgos y líquenes primitivos, hecho que se puso en duda al ser Marte visitado por primera vez por una nave espacial, el Mariner 4, en 1965.
Los primeros análisis de espectrometría de Marte se iniciaron en 1884, cuando el astrónomo estadounidense William Wallace Campbell demostró que no había agua ni oxígeno en la atmósfera de Marte.

### H. G. Wells
Herbert George Wells, más conocido como H. G. Wells (1866-1946), fue un escritor inglés famoso por sus novelas de ciencia ficción. En 1898, Wells publicó La guerra de los mundos, una novela de ciencia ficción sobre contactos extraterrestres y la primera que narra una invasión a gran escala que amenaza la existencia humana. La novela fue adaptada por un productor estadounidense, George Orson Welles en 1938 para crear un serial radiofónico que en su momento creó gran alarma social, dado que se emitió como noticiario de carácter urgente y miles de personas que no oyeron la introducción de La guerra de los mundos, creyeron en realidad que habían sido invadidos por marcianos, lo que provocó escenas de pánico entre los ciudadanos.
Estas novelas de radio y las antiguas visiones históricas de vida en Marte, reforzaron la creencia en el imaginario popular de que existía vida en ese planeta. Cuando se inició la era espacial, se comprobó que Marte era en realidad un mundo seco, helado y sin vida, y es la actual percepción científica. El término marciano define a cualquier extraterrestre ficticio que no sea habitante terrestre.

### Cara de Marte

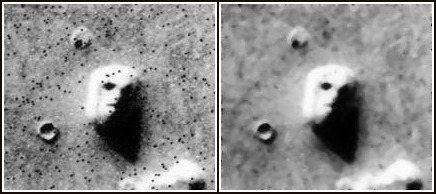
Dos fotos originales del Viking de la «Cara» de Marte

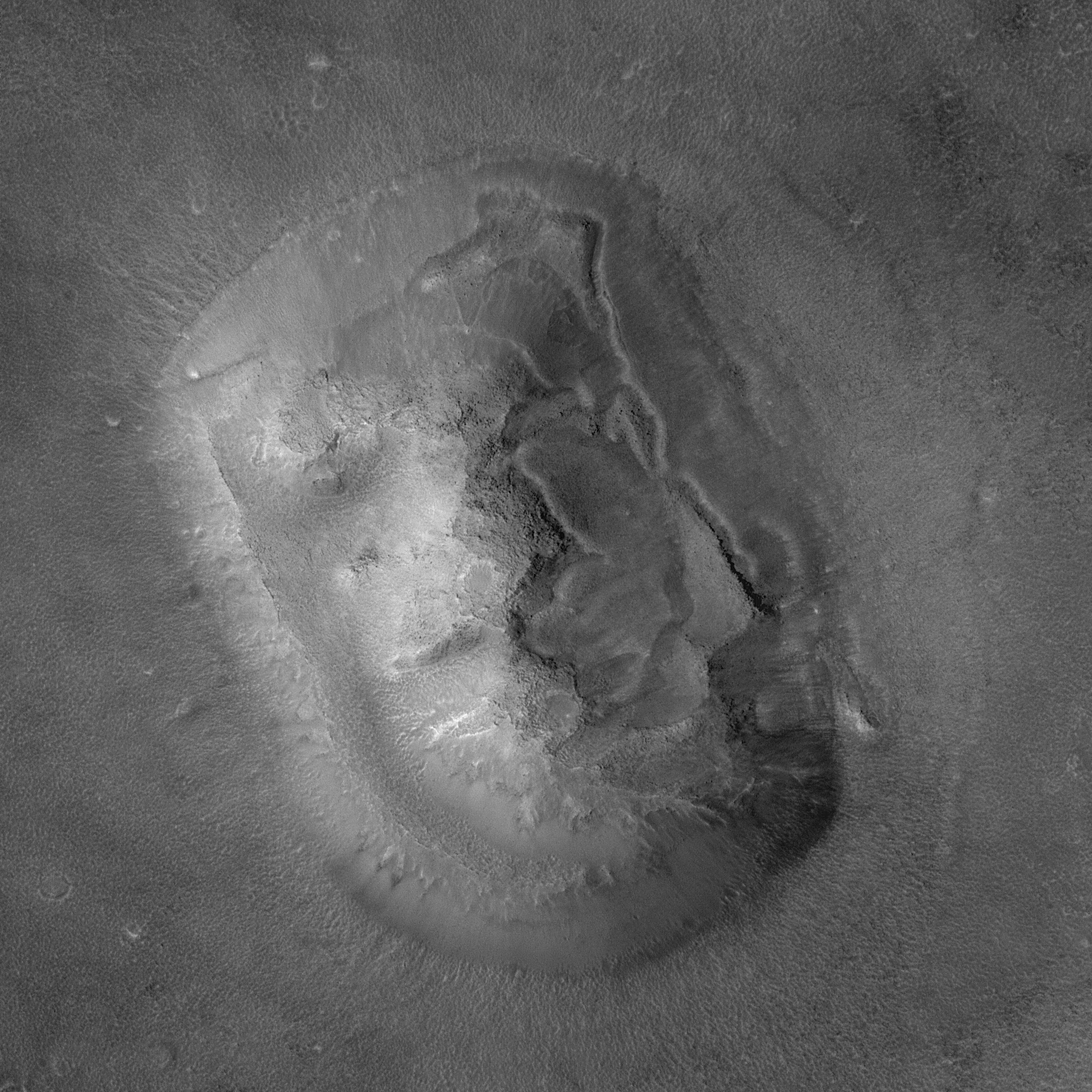
Fotografía de alta resolución de la «Cara» de Marte, tomada por el Mars Global Surveyor.

La Cara de Marte es un rasgo distintivo en la superficie de Marte ubicado en la región de Cidonia, que para algunas personas se asemeja a un rostro humano. La 'cara' mide aproximadamente 3 km de largo por 1,5 de ancho. Fue fotografiada por primera vez el 25 de julio de 1976 por la sonda espacial Viking 1, que orbitaba el planeta en ese momento. La apariencia de una cara se da porque la combinación del ángulo de iluminación de la luz del Sol y la baja resolución de la foto tienden a suavizar las irregularidades de la superficie, y por la tendencia del cerebro humano a reconocer patrones familiares, especialmente caras (pareidolia). La interpretación original fue correctamente evaluada por el Jefe del programa Viking, Gerry Soffen, como una ilusión óptica de luz y sombra, sin embargo, el comentarista ufólogo seudocientífico, Richard Hoagland, publicó un libro afirmando que la fotografía representaba un monumento de algún tipo, y su existencia era prueba de que una inteligencia extraterrestre visitó este planeta en un momento lejano del pasado.
La interpretación oficial está apoyada por las nuevas fotografías tomadas por la sonda Mars Global Surveyor en 1998 y 2001, y por la sonda Mars Odyssey en 2002. Fotografiada bajo diferentes condiciones de iluminación y a una resolución más alta, la forma no parece una cara.

## Hidrología

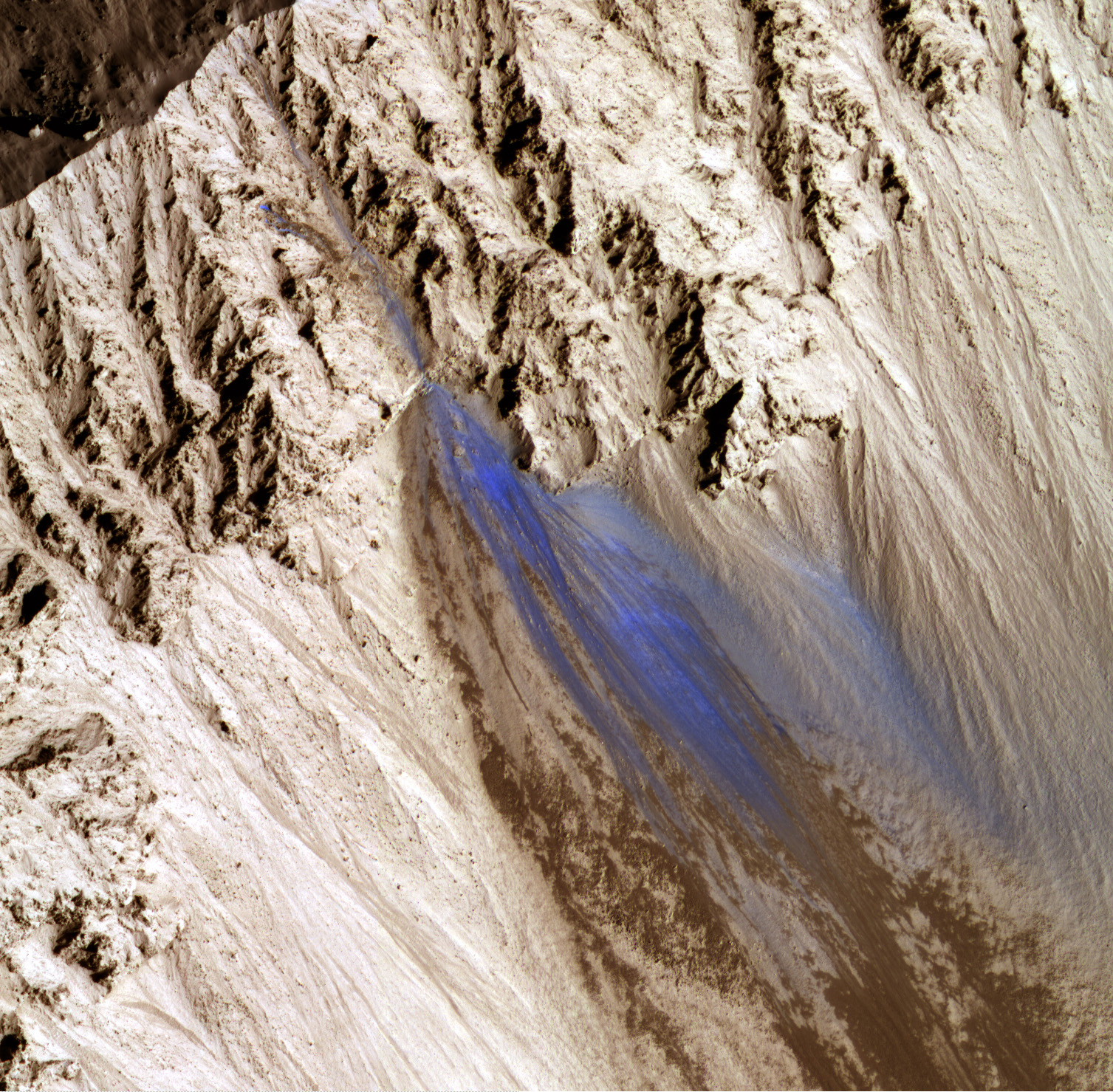
Imagen con color falso de los deslaves recientes en el cráter Zunil.

Las actuales teorías que predicen las condiciones en las que se puede encontrar vida, exigen la disponibilidad de agua en estado líquido. Es por ello tan importante su búsqueda, todavía no hallada en este planeta. Tan solo se ha podido encontrar agua en estado sólido (hielo) y se especula que bajo tierra pueden darse las condiciones ambientales para que el agua se mantenga en estado líquido. El agua líquida no puede existir sobre la superficie de Marte bajo las condiciones actuales de su atmósfera.
Se sabe ahora que Marte tuvo abundantes cursos de agua, e inclusive un océano tan grande como el océano Atlántico, debido a que contaba con una atmósfera mucho más densa que proporcionaba mayor presión y temperaturas más elevadas. Al disiparse la mayor parte de esa atmósfera en el espacio, y disminuir así la presión y bajar la temperatura, el agua desapareció de la superficie de Marte. Ahora bien, subsiste en la atmósfera en estado de vapor, aunque en escasas proporciones, así como en los casquetes polares, constituidos por grandes masas de hielos perpetuos.

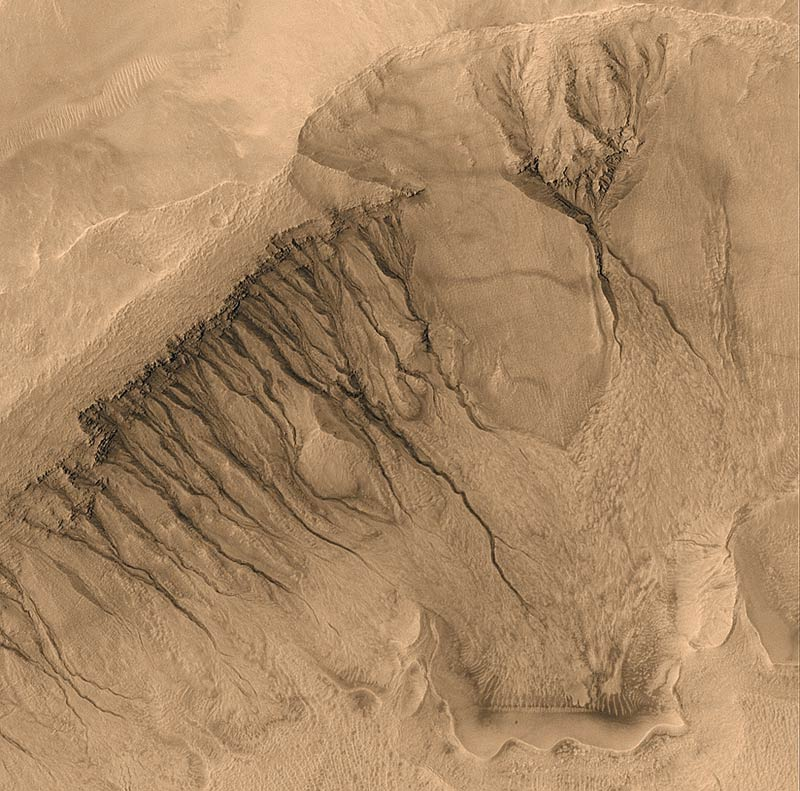
Región de 1500 m de Newton Basin sugiere flujo de un acuífero reciente.

Recientemente, se ha detectado evidencia que sugiere el flujo de agua líquida en las paredes de un cráter; imágenes por el Mars Global Surveyor muestran barrancos y sedimentos formados en un lapso de -máximo- seis años por torrentes de agua. La comparación con la geología terrestre sugiere que se trata de los restos de un suministro superficial de agua similar a un acuífero.
La sonda espacial Phoenix comprobó en 2008 que cuando la temperatura se eleva por encima de cierto límite, y/o es expuesto a la radiación solar y radiación cósmica, el hielo de la superficie se sublima, convirtiéndose en vapor sin pasar por el estado líquido; es así como se forma el vapor de agua en la atmósfera del planeta, aunque está presente en proporción ínfima (0,01%). La sublimación de agua no ocurre a gran escala en los cascos polares, ya que están protegidos de la radiación por una capa de arena y polvo.
En septiembre de 2015, la NASA anunció haber encontrado evidencia concluyente de intermitentes canales de agua líquida en Marte, sobre la base de las lecturas de espectrómetro.

## Meteoritos
En 2008, la NASA mantiene un catálogo de 57 meteoritos considerados provenientes de Marte y recuperados en varios países. Estos meteoritos son extremadamente valiosos ya que son las únicas muestras físicas de Marte disponibles para analizar. Los tres meteoritos listados a continuación, exhiben características que algunos investigadores consideran tener indicios de posibles moléculas orgánicas naturales o probables fósiles microscópicos:

### Meteorito ALH84001

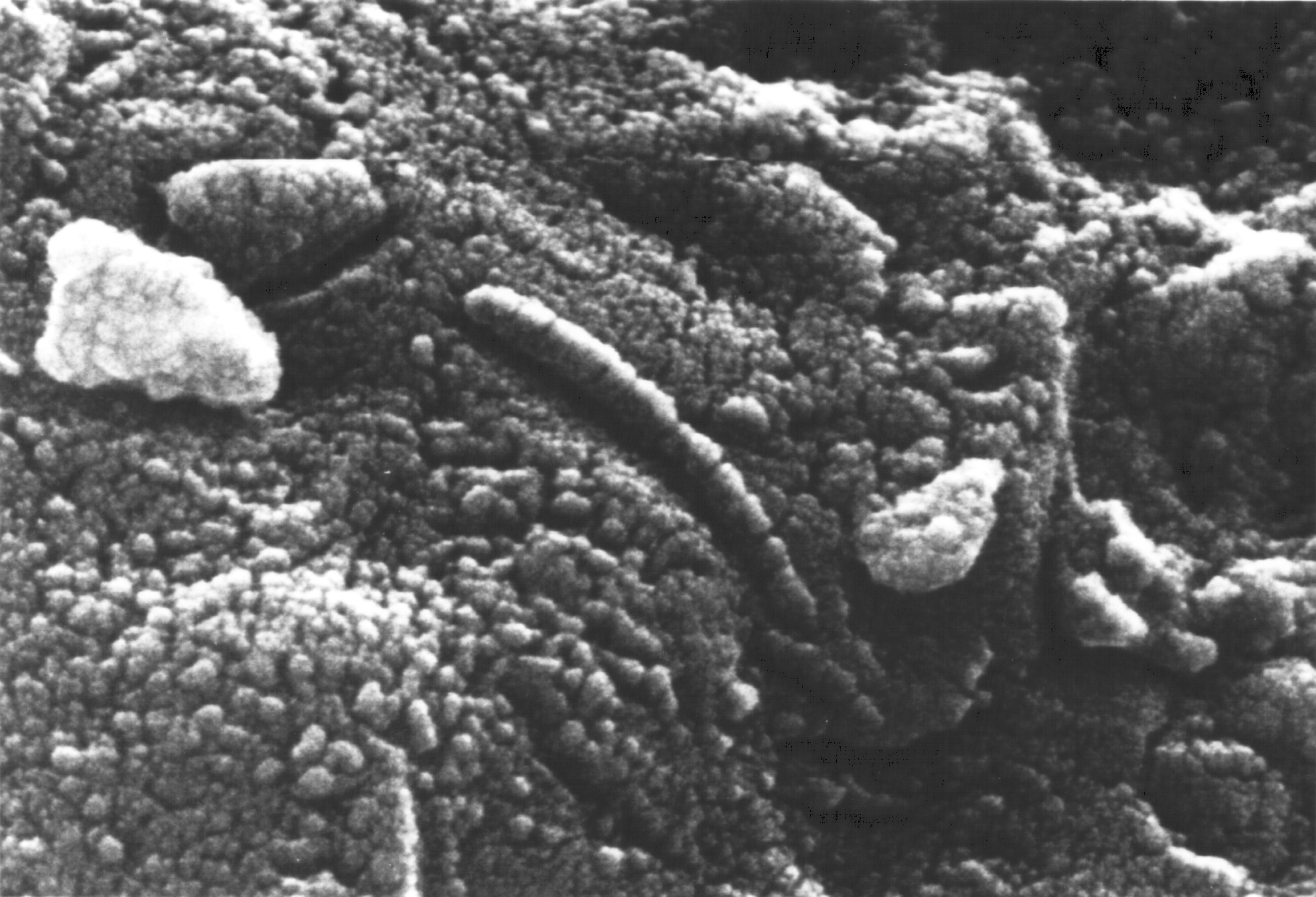
Imagen obtenida por un microscopio electrónico de estructuras minerales en el interior del meteorito ALH84001.

El meteorito ALH84001 fue encontrado en la Antártida en diciembre de 1984 por un grupo de investigadores del proyecto ANSMET; el meteorito pesa 1,93 kg. Algunos investigadores asumen que las formas regulares podrían ser microorganismos fosilizados, similares a los nanobios o nanobacterias. También se le ha detectado contenido de cierta magnetita que, en la Tierra, solamente se le encuentra en relación con ciertos microorganismos.

### Meteorito Nakhla

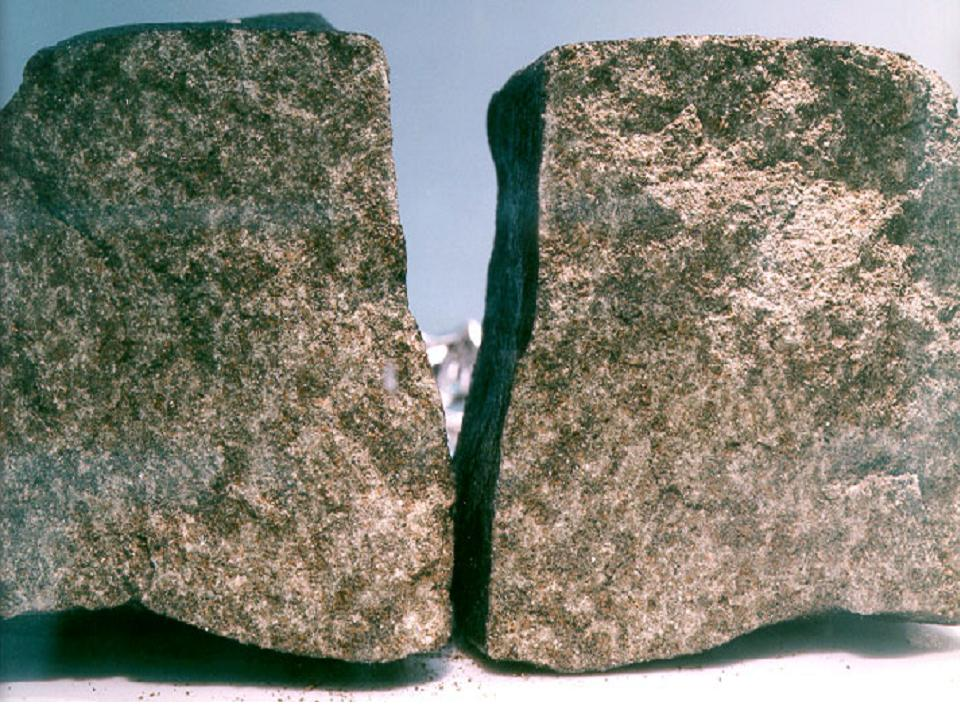
Meteorito Nakhla.

El meteorito Nakhla, proveniente de Marte, cayó en la Tierra el 28 de junio de 1911, aproximadamente a las 09:00 AM en la localidad de Nakhla, Alejandría, Egipto.
Un equipo de la NASA, de la división de 'Johnson Space Center', obtuvo una pequeña muestra de este meteorito en marzo de 1998, la cual fue analizada por medio de microscopía óptica y un microscopio electrónico y otras técnicas para determinar su contenido; los investigadores observaron partículas esféricas de tamaño homogéneo. Así mismo, realizaron análisis mediante cromatografía de gases y espectrometría de masas, (GC-MS) para estudiar los hidrocarburos aromáticos de alto peso molecular. Además, se identificaron en el interior "estructuras celulares y secreciones exopoliméricas". Los científicos de la NASA concluyeron que "al menos un 75% del material orgánico no puede ser contaminación terrestre."
Esto causó interés adicional por lo que en 2006, la NASA pidió una muestra más grande del meteorito Nakhla al Museo de Historia Natural de Londres. En este segundo espécimen, se observó un alto contenido de carbono en forma de ramificaciones. Al publicarse las imágenes respectivas en 2006, se abrió un debate por parte de unos investigadores independientes que consideran la posibilidad de que esas huellas sean de origen biológico. Sin embargo, otros investigadores han recalcado que el carbono es el cuarto elemento más abundante del Universo, por lo que encontrarlo en curiosas formas o patrones, no sugiere la posibilidad de origen biológico.

### Meteorito Shergotty
El meteorito Shergotty, de origen marciano y con masa de 4 kg, cayó en Shergotty, India el 25 de agosto de 1865, donde testigos lo recuperaron inmediatamente. Este meteorito está compuesto de piroxeno y se calcula fue formado en Marte hace 165 millones de años y fue expuesto y transformado por agua líquida por muchos años. Ciertas características de este meteorito sugieren la presencia de restos de membranas o películas de posible origen biológico, pero la interpretación de sus formas mineralizadas varía.

## Metano en la atmósfera
En 2003 el 'Goddard Space Flight Center' de la NASA detectó trazas de gas metano (promedio de 10 ppm) en la atmósfera de Marte.
En marzo de 2004, se confirmó mediante observaciones adicionales por parte del Mars Express Orbiter y del telescopio llamado 'Canadá-Francia-Hawaii'.
La presencia de gas metano se considera un misterio, ya que bajo las condiciones atmosféricas de Marte, el metano es inestable y desaparece después de varios años, lo que indica que debe de existir en Marte una fuente productora de metano que mantiene esa concentración en su atmósfera la cual debe de producir un mínimo de 150 toneladas de metano cada año. Al considerar las fuentes probables, se descartaron los impactos de asteroides, ya que aportan solamente un 0,8% de la producción anual de metano. Fuentes geotérmicas o geoquímicas son posibles, pero no se ha detectado ninguna. La posibilidad de generación de metano por medio de microorganismos, es bastante común en la Tierra, y aún no se ha descartado como una posibilidad en Marte, por lo que se planea que la próxima sonda dedicada a la búsqueda de vida en Marte, el Mars Science Laboratory, incluya un espectrómetro de masas capaz de medir la diferencia entre 14C y 12C para determinar si el metano es de origen biológico o geológico.
Sin embargo recientes datos obtenidos por el vehículo explorador Curiosity en el mes de septiembre de 2013 demuestran que la cantidad de metano es seis veces menor a la estimada con anterioridad, a razón de 1,3 partes por mil millones, lo que descarta la posibilidad de que el metano sea producto de origen biológico e incluso por actividad geológica. El origen del metano en la atmósfera marciana puede deberse al impacto de meteoritos.

## Manchas temporales en las dunas

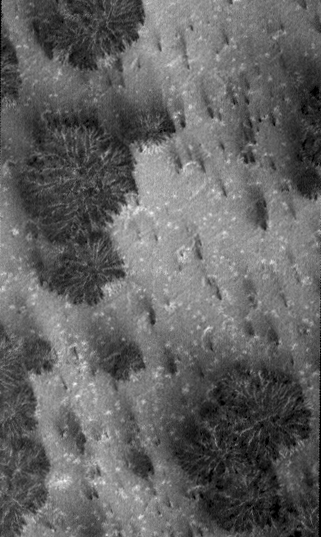
"Manchas oscuras" en las dunas del polo sur de Marte.

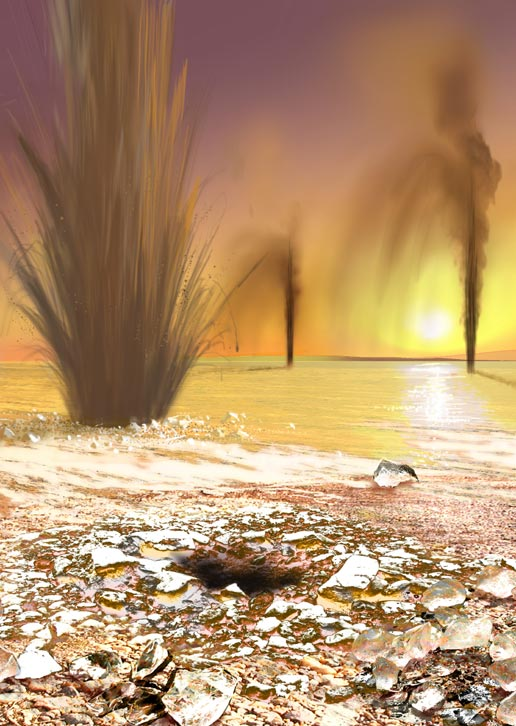
Concepto de la NASA: "Geysers on Mars". Las manchas son producto de erupciones frías de hielo subterráneo que ha sido sublimado.

Durante 1998-1999, el sistema orbital Mars Global Surveyor de la NASA detectó manchas oscuras en las dunas de la capa de hielo del polo sur, entre las latitudes 60°- 80°. La peculiaridad de estas manchas, es que el 70% de ellas recurre anualmente en el mismo lugar del año anterior. Las manchas de las dunas aparecen al principio de cada primavera y desaparecen al principio de cada invierno, por lo que un equipo de científicos de Budapest, ha propuesto que estas manchas podrían ser de origen biológico y de carácter extremófilo.
Por su parte, la NASA ha propuesto que las manchas son producto de erupciones frías de géiseres, los cuales son alimentados no por energía geotérmica sino por energía solar. Científicos de la NASA explican que la luz del sol calienta el interior del hielo polar y lo sublima a una profundidad máxima de 1 metro, creando una red de túneles horizontales con gas de dióxido de carbono (CO2) bajo presión. Eventualmente, el gas escapa por una fisura y acarrea consigo partículas de arena basáltica a la superficie.

## Radiación
En 2007, se calculó que la supuesta existencia de vida en Marte estaría limitada a la profundidad de 7,5 metros mínimo, debido a la acción detrimental de la radiación cósmica y radiación solar en las moléculas de ADN y ARN. Por lo tanto, la mejor oportunidad de encontrar una historia de vida en Marte, reside en la profundidad del planeta.

## Sondas espaciales

### Programa Viking
Uno de los motivos principales para el envío de las sondas Viking en 1976 a Marte, fue la búsqueda de la vida. Para ello, las sondas Viking que se posaron sobre la superficie llevaban consigo el 'Biology Instrument', un contenedor de tres equipos de análisis: el 'Pyrolytic Release Experiment', el 'Labeled Release Experiment', y el 'Gas Exchange Experiment.' Solo el 'Labeled Release Experiment' dio resultado positivo de actividad metabólica. Debido a que los equipos de cromatografía de gases y el espectrómetro de masas no detectaron moléculas orgánicas naturales, el resultado de metabolismo no se pudo corroborar, por lo que hasta la fecha, los resultados de vida en Marte por el Programa Viking, son oficialmente considerados como inconcluyentes.
Se ha postulado que indirectamente el programa habría detectado presuntos microorganismos que, hipotéticamente, se habrían encontrado en el planeta Marte. Supuestamente, se manifestaría como el agente activo en los resultados de los experimentos de 'Labeled Release Experiment' realizados por el Programa Viking en 1976.
Sin embargo, esta teoría no está apoyada por la NASA o la Agencia Espacial Europea ni la comunidad científica, sino solo por algunos investigadores independientes. Los principales proponentes de esta nueva reinterpretación son: Gilbert Levin, (investigador original del programa Viking), Rafael Navarro-González y Ronalds Paepe, quienes reinterpretan los resultados del Programa Viking como suficiente evidencia de metabolismo, y por lo tanto, de vida.
En 2006, Gilbert Levin presentó una vez más sus conclusiones durante un seminario de ciencias geofísicas en Washington, EE. UU. Levin aún sostiene la teoría de que sus datos originales confirman la existencia de vida activa en Marte. Roland Paepe, un profesor holandés, propuso que el suelo marciano probablemente se desarrollaría edafológicamente debido a la actividad de las comunidades de Bacterias y/o de vegetación, y que la supuesta molécula fotosintética de la misma, en vez de ser la clorofila, es otra molécula que reflejaría la luz en la banda de color rojizo. En otras palabras postula, que la superficie de Marte no tendría su aspecto rojizo por óxido ferroso sino por uno o varios microorganismos distribuido en toda su superficie.
Un equipo estadounidense dirigido por Rafael Navarro González, concluyó que el equipo utilizado por las naves Viking para detectar moléculas orgánicas naturales pudo haber sido insuficientemente sensitivo para la cantidad de material analizado.
Un equipo alemán sugiere que los instrumentos de los Viking no detectaron moléculas orgánicas naturales debido a la explicación biológica, que el poder oxidativo del solvente (H2O2 - H2O) excedió la capacidad de reducción química de los microorganismos marcianos.
Al proponerse así la posible existencia de vida en Marte, luego de una investigación independiente, en 2007 el neurobiólogo argentino Mario Crocco consideró que sería necesario crear una modificación en el más alto nivel de la taxonomía (clasificación biológica), y crear nuevas categorías taxonómicas para poder incorporar al hipotético microorganismo marciano, al que nombró en una publicación del Hospital Neuropsiquiátrico "Dr. José Tiburcio Borda", Argentina; como Gillevinia straata: Sin embargo entre las críticas científicas formuladas a Mario Crocco figura la de que las posteriores y actuales misiones que han ido a Marte, y que cuentan con un equipo y una tecnología más moderna que el Viking, no han encontrado evidencia de esta hipotética forma de vida con las características que se le atribuyen. Además al carecer de una referencia material concreta, una muestra, y haber únicamente una descripción del hipotético espécimen propuesto por él sin disponerse de observaciones científicas, no existen realmente datos suficiente para describir y comparar en ningún nivel la existencia de una jerarquía taxonómica; y por ello crear una taxonomía a partir de los datos del Viking. Lo que además lleva a que el nombre propuesto de Gillevinia straata solo sea un nombre nomen nudum. Del mismo modo todas estas presuntas pruebas aportadas por M. Crocco no han sido publicadas ni corroboradas en una revista científica con un análisis de revisión por pares de expertos en disciplinas afines al tema; por lo que no se pueden aceptar como investigaciones fehacientes; y por ello no han sido reconocidas por la comunidad científica.

### Sonda Beagle 2
Después de unos 33 años de los experimentos inconcluyentes efectuados por los Viking, la sonda Beagle 2 fue concebida y construida por la Gran Bretaña; sus objetivos eran la búsqueda de signos de vida en Marte, determinar la composición química y geológica del lugar de aterrizaje y el estudio del clima marciano. La Beagle 2 fue colocada en órbita de Marte por la sonda Mars Express, lanzada el 2 de junio de 2003, de la que se separó el 19 de diciembre de ese mismo año para aterrizar en Marte. Tras muchos infructuosos intentos de establecer comunicación con la sonda, fue declarada oficialmente perdida el 6 de febrero de 2004.

### Sonda Phoenix
Phoenix o Phoenix Mars Lander es una sonda espacial construida por la NASA, lanzada el 4 de agosto de 2007 desde la base de Cabo Cañaveral con destino al planeta Marte. Su llegada se produjo a las 23:54 GMT del 25 de mayo de 2008 y la misión fue prolongada hasta el 10 de noviembre de 2008. Su objetivo primario fue llegar a una región cercana al Polo Norte marciano, desplegar su brazo robótico y hacer prospecciones a diferentes profundidades para examinar el subsuelo.
La misión tuvo 4 objetivos:
- Determinar si hubo o pudo haber vida en Marte.
- Caracterizar el clima de Marte.
- Estudio de la geología de Marte.
- Efectuar estudios de la historia geológica del agua, factor clave para descifrar el pasado de los cambios climáticos del planeta.

La misión principal debería durar 90 días marcianos, unos 92 días terrestres aproximadamente. Tras el descubrimiento de hielo de agua, se decidió prolongar la misión cinco semanas más, para acabar finalmente el 10 de noviembre de 2008.

### Mars Science Laboratory
La Mars Science Laboratory (abreviada MSL) es una misión espacial de exploración dirigida por la NASA con la colaboración de varias agencias espaciales internacionales. Su lanzamiento tuvo lugar el 26 de noviembre de 2011 a las 15:02 UTC (aprox.) a bordo de un lanzador Atlas V desde la base de Cabo Cañaveral, y llegó en agosto de 2012. La misión se centra en colocar en 2012 un vehículo explorador de tipo rover sobre la superficie marciana. El MSL tiene cuatro objetivos: Determinar si existió vida alguna vez en Marte, caracterizar el clima de Marte, determinar su geología y prepararse para la exploración humana de Marte.
El MSL tiene 3 comedidos para la evaluación de los procesos biológicos:
- Determinar la naturaleza y clasificación de los componentes orgánicos del carbono.
- Hacer un inventario de los principales componentes que permiten la vida: carbono, hidrógeno, nitrógeno, oxígeno, fósforo y azufre.
- Identificar las características que representan los efectos de los procesos biológicos.

### Sonda ExoMars
ExoMars es un proyecto desarrollado por la Agencia Espacial Europea (ESA) para enviar en 2016 un orbitador a Marte y un vehículo para realizar un aterrizaje estático; y luego en 2018 se lanzará un explorador robótico (rover) que efectuará la búsqueda de posible vida en Marte, tanto pasada como presente. Su objetivo secundario es tratar de explicar cuál es la variación en composición de la superficie, caracterizar la geoquímica y geofísica en Marte, la distribución de agua y detectar los posibles elementos peligrosos para la subsiguiente misión tripulada.
Instrumentos de estudio biológico de ExoMars:
- Urey: Es un instrumento de muy alta sensibilidad para estudiar una gama pequeña de moléculas de origen biológico.
- Mars Organic Molecule Analyzer (MOMA): Es para separar y analizar los compuestos de material evaporado mediante el uso de un láser, asistido de un instrumento de cromatografía de gases y un espectrómetro de masas o "GMCE", que son de baja sensibilidad pero pueden detectar un rango muy amplio de moléculas.
- Life Marker Chip (LMC): Es para la detección de una amplia variedad de componentes de la vida, incluyendo aminoácidos, que son los principales componentes de las proteínas, y trifosfato de adenosina (ATP), que es la molécula básica involucrada en la transferencia de energía en las células

### Probabilidad de la vida en Marte
Teniendo presente las extensas exploraciones tanto desde la órbita por satélites, como en superficie por rovers, las evidencias científicas permiten concluir hasta el presente que: no existe la vida (y probablemente no haya existido) tal como la conocemos en Marte, el planeta hasta hoy se considera un mundo estéril, las extremas condiciones tales, ausencia de capa de ozono y por ende alta radiación UV incidente, presión atmosférica muy baja que no permite la existencia de compuestos al estado líquido como el agua, altas gradientes diarias de temperaturas extremas en las zonas  de umbría y  solana en la orografía marciana, composición atmosférica existente prácticamente carente de oxígeno, hacen altamente improbable el encontrar vida, aun en forma de microorganismos, aún si existiera agua líquida o en forma de permafrost en el subsuelo. Las esperanzas de los científicos radican hoy en encontrar  evidencias de vida en el pasado lejano, cuando se supone que aquello pudo ser posible.